# Skandinaviska Turistkyrkan i Fuengirola
Skandinaviska Turistkyrkan i Fuengirola ligger i Fuengirola och är en skandinavisk ekumenisk församling. Den är även en fristående registrerad kyrka i Spanien. 
Man vänder sig i första hand till skandinaver och gudstjänsterna hålls på danska, norska och svenska.